# Universidad de Texas en Austin
La Universidad de Texas en Austin (en idioma inglés University of Texas at Austin), también conocida como UT Austin, UT o Texas, es una universidad pública de investigación en Austin, Texas, y la institución insignia del Sistema Universitario de Texas. Con aproximadamente 41.000 estudiantes en el otoño de 2021, también es la institución más grande del sistema.
Fundada en 1883, UT Austin es considerada una de las Public Ivies de los Estados Unidos. La universidad es un importante centro de investigación académica, con gastos de investigación por un total de $679,8 millones para el año fiscal 2018. Se unió a la Asociación de Universidades Americanas en 1929. La universidad alberga siete museos y diecisiete bibliotecas, incluida la Biblioteca Presidencial LBJ y el Museo de Arte Blanton, y opera varias instalaciones auxiliares de investigación, como el Campus de Investigación J. J. Pickle y el Observatorio McDonald.
A partir de noviembre de 2020, 13 ganadores del Premio Nobel, 4 ganadores del Premio Pulitzer, 3 ganadores del Premio Turing, 2 ganadores de la Medalla Fields, 2 ganadores del Premio Wolf y 3 ganadores del Premio Abel se han afiliado a la escuela como exalumnos, miembros de la facultad o investigadores. La universidad también se ha afiliado a 3 ganadores del Premio Primetime Emmy y, a partir de 2021, sus estudiantes y exalumnos han ganado un total de 155 medallas olímpicas.
Los estudiantes-atletas compiten como los Texas Longhorns. Los Longhorns han ganado cuatro Campeonatos Nacionales de Fútbol de la División I de la NCAA, seis Campeonatos Nacionales de Béisbol de la División I de la NCAA, trece Campeonatos Nacionales Masculinos de Natación y Clavados de la División I de la NCAA, y la escuela ha obtenido más títulos en deportes masculinos y femeninos que cualquier otro miembro del Big 12.

## Historia
La primera mención de una universidad pública en Texas se remonta a la constitución de 1827 del estado mexicano de Coahuila y Tejas. Aunque el Título 6, Artículo 217 de la Constitución prometía establecer la educación pública en las artes y las ciencias, el gobierno mexicano no tomó ninguna medida. Después de que Texas obtuviera su independencia de México en 1836, el Congreso de Texas adoptó la Constitución de la República, la cual, bajo la Sección 5 de sus Disposiciones Generales, establecía: "Será deber del Congreso, tan pronto como las circunstancias lo permitan, disponer, por ley, un sistema general de educación”.
La unión a los Estados Unidos (en 1846) dio un impulso económico al proyecto; aunque, la secesión de Texas de la Unión y la guerra civil americana provocaron que no se tomara ninguna medida. Después de la guerra, la Constitución de Texas de 1866 exigía que se estableciera una universidad lo antes posible. Ya se había empezado la creación en 1862 de la Universidad Texas A&M, que se instauró en 1871 como Universidad de Agricultura y Mecánica de Texas. Durante la construcción de la Texas A&M, la Constitución de 1876 pedía la creación de una "universidad de primera clase", la Universidad de Texas.
En 1881, Austin fue elegido el centro principal de la universidad, y Galveston fue designado el lugar del departamento médico. En el College Hill, una ceremonia empezó la construcción de lo que ahora se llama el antiguo Edificio Principal (Main Building) a finales de 1882. La universidad abrió sus puertas por primera vez el 15 de septiembre de 1883.

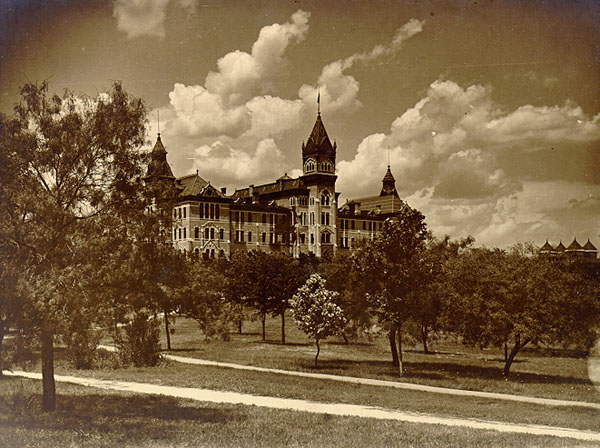
El antiguo Main Building de la universidad en 1903

El antiguo Main Building, de estilo Gótico-Victoriano, servía de punto central de los cuarenta acres del campus, y se usaba para casi todas las cosas. En la década de 1930, empezaron debates y discusiones sobre la necesidad de espacio en la biblioteca, y el Main Building fue demolido en 1934 a pesar de la opinión contraria de los estudiantes y profesores. El nuevo Main Building y su moderna torre fueron construidos en ese lugar.
Restricciones constitucionales evitaron una expansión mayor. De todos modos, los ingresos generados por el petróleo descubierto en los terrenos universitarios en 1923 se llevaron a su dotación de fondos. Este ingreso extra permitió a la universidad pagar sus deudas y pasar sin problemas la década de los 30 y 40. Se construyeron 19 edificios permanentes entre 1950 y 1965, entonces se les dio el derecho de dominio eminente. Con este poder, la universidad compró los terrenos alrededor de los 40 acres originales.

## Tiroteo de 1966
El 1 de agosto de 1966, Charles Whitman, un estudiante de arquitectura en la universidad, bloqueó la plataforma de observación en la torre del edificio principal. Armado con múltiples armas de fuego, mató a 14 personas en el campus, 11 desde la plataforma de observación y debajo de los relojes de la torre, y tres más en la torre, además de herir a otras dos dentro de la plataforma de observación. La masacre terminó cuando la policía disparó y mató a Whitman después de que irrumpió en la torre.
Después del evento de Whitman, la plataforma de observación se cerró hasta 1968 y luego se cerró nuevamente en 1975 luego de una serie de saltos suicidas durante la década de 1970. En 1999, después de la instalación de cercas de seguridad y otras precauciones de seguridad, la plataforma de observación de la torre reabrió al público. Hay un parque con un estanque de tortugas cerca de la torre dedicado a los afectados por la tragedia.

## Campus
La propiedad de la universidad tiene un total de 1438,5 acres (582,1 ha), que comprenden los 423,5 acres (171,4 ha) del campus principal en el centro de Austin y el campus de investigación JJ Pickle en el norte de Austin y las otras propiedades en todo Texas. El campus principal tiene 150 edificios con un total de más de 18 000 000 pies cuadrados (1 700 000 m2).

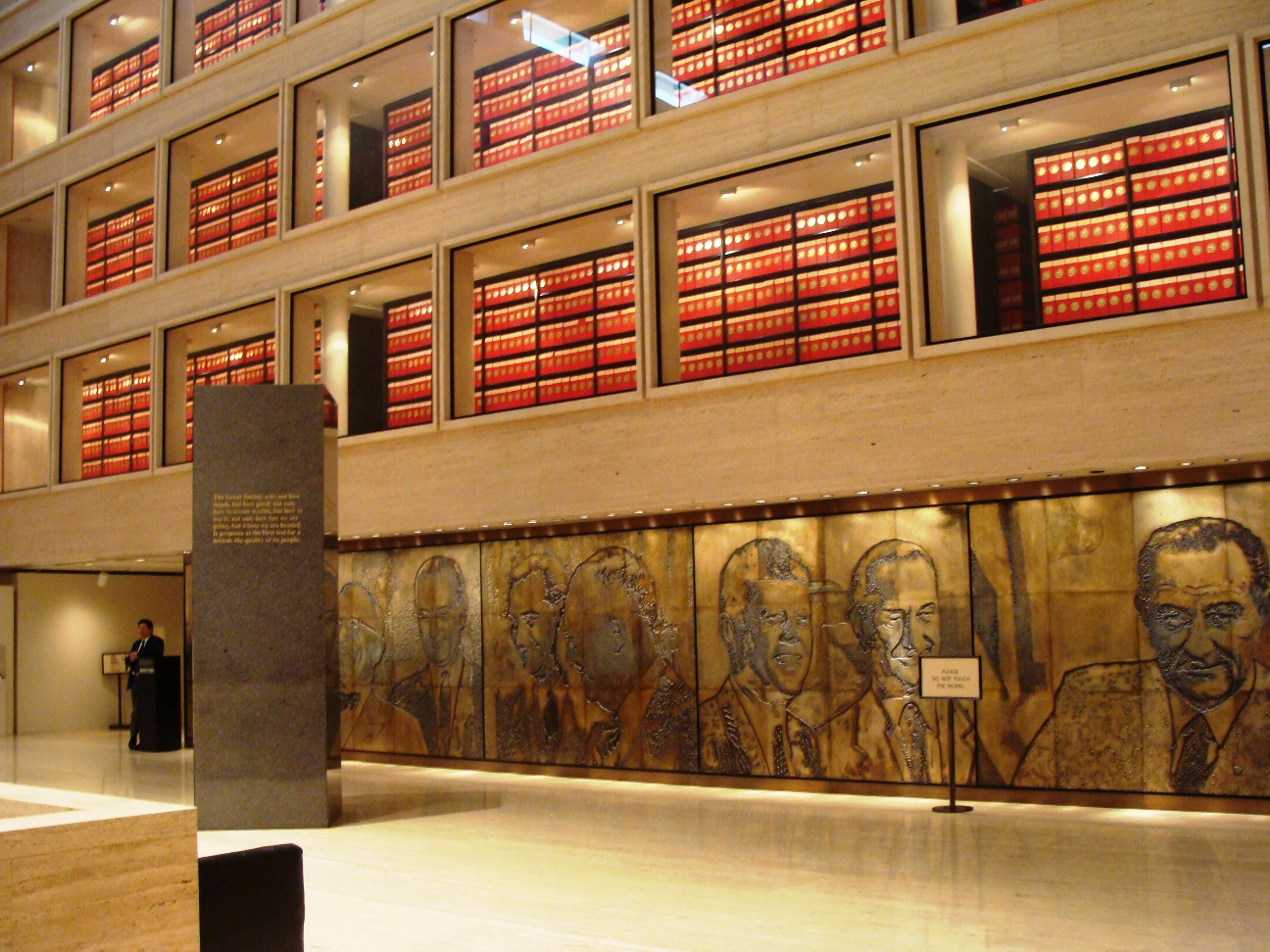
Vestíbulo interior de la Biblioteca y Museo Presidencial Lyndon B Johnson

Una de las características más visibles de la Universidad es el Main Building en un estilo Beaux-Arts, que incluye una torre de 94 m (307 pies) diseñada por Paul Philippe Cret. Terminado en 1937, el Main Building se encuentra en el medio del campus. La torre generalmente aparece iluminada con luz blanca por la noche, pero se ilumina en naranja quemado para varias ocasiones especiales, incluidas victorias deportivas y logros académicos; por el contrario, se oscurece para ocasiones solemnes. En lo alto de la torre hay un carillón de 56 campanas, el más grande de Texas. Los estudiantes tocan canciones de lunes a viernes, además del repique habitual de Cuartos de Westminster cada cuarto de hora entre las 6 a. m. y las 9 p. m. En 1998, luego de la instalación de medidas de seguridad y protección, la plataforma de observación reabrió al público indefinidamente para recorridos de fin de semana.
Los siete museos y las diecisiete bibliotecas de la universidad tienen más de nueve millones de volúmenes, lo que la convierte en la séptima biblioteca académica más grande del país. Los fondos del Centro de Investigación de Humanidades Harry Ransom de la universidad incluyen una de las 21 copias completas restantes de la Biblia de Gutenberg y la primera fotografía permanente, Vista desde la ventana en Le Gras, tomada por Nicéphore Niépce. El museo más nuevo, el Museo de Arte Blanton de 155 000 pies cuadrados (14 400 m2), es el museo de arte universitario más grande de los Estados Unidos y alberga aproximadamente 17 000 obras de Europa, Estados Unidos y América Latina. La Biblioteca Perry–Castañeda, que alberga las operaciones centrales de las Bibliotecas Universitarias y la Colección de Mapas de la Biblioteca Perry–Castañeda, se encuentra en el corazón del campus. La Colección Latinoamericana de Benson posee la mayor colección de materiales latinoamericanos entre las bibliotecas universitarias de los EE. UU. y mantiene importantes colecciones digitales.
La Universidad de Texas en Austin tiene un extenso sistema de túneles que une los edificios del campus. Construido c. 1928 bajo la supervisión del profesor de ingeniería de UT Carl J. Eckhardt Jr., entonces jefe de la planta física, los túneles han crecido junto con el campus. Miden aproximadamente seis millas de largo. El sistema de túneles se utiliza para comunicaciones y servicios públicos. Está cerrado al público y custodiado por alarmas de seguridad. Desde finales de la década de 1940, la universidad ha generado su propia electricidad. Hoy su planta de cogeneración de gas natural tiene una capacidad de 123 MW. La universidad también opera un reactor nuclear TRIGA en el Campus de Investigación JJ Pickle.
La universidad continúa ampliando sus instalaciones en el campus. En 2010, la universidad inauguró el edificio Norman Hackerman de última generación (en el sitio del antiguo Edificio de Ciencias Experimentales) que alberga laboratorios de investigación y enseñanza de química y biología. En 2010, la universidad inició la construcción del Complejo de Ciencias Informáticas Bill & Melinda Gates de $120 millones y el Salón de Ciencias Informáticas Dell y el Centro Belo para Nuevos Medios de $51 millones, los cuales ahora están completos. El nuevo Centro de Actividades Estudiantiles (SAC) de 110 000 pies cuadrados (10 000 m2) con certificación LEED oro abrió sus puertas en enero de 2011 y alberga salas de estudio, salones y vendedores de comida. El SAC se construyó como resultado de un referéndum estudiantil aprobado en 2006 que elevó las cuotas estudiantiles en $65 por semestre. En 2012, la Fundación Moody otorgó a la Facultad de Comunicación $50 millones, la dotación más grande que haya recibido una facultad de comunicación, por lo que la nombró Facultad de Comunicación Moody.
La universidad opera dos estaciones de radio públicas, KUT con noticias e información, y KUTX con música, a través de transmisiones locales de FM y transmisión de audio en vivo por Internet. La universidad utiliza Capital Metro para brindar transporte en autobús a los estudiantes alrededor del campus en el sistema de transporte de UT y en todo Austin.

## Academia

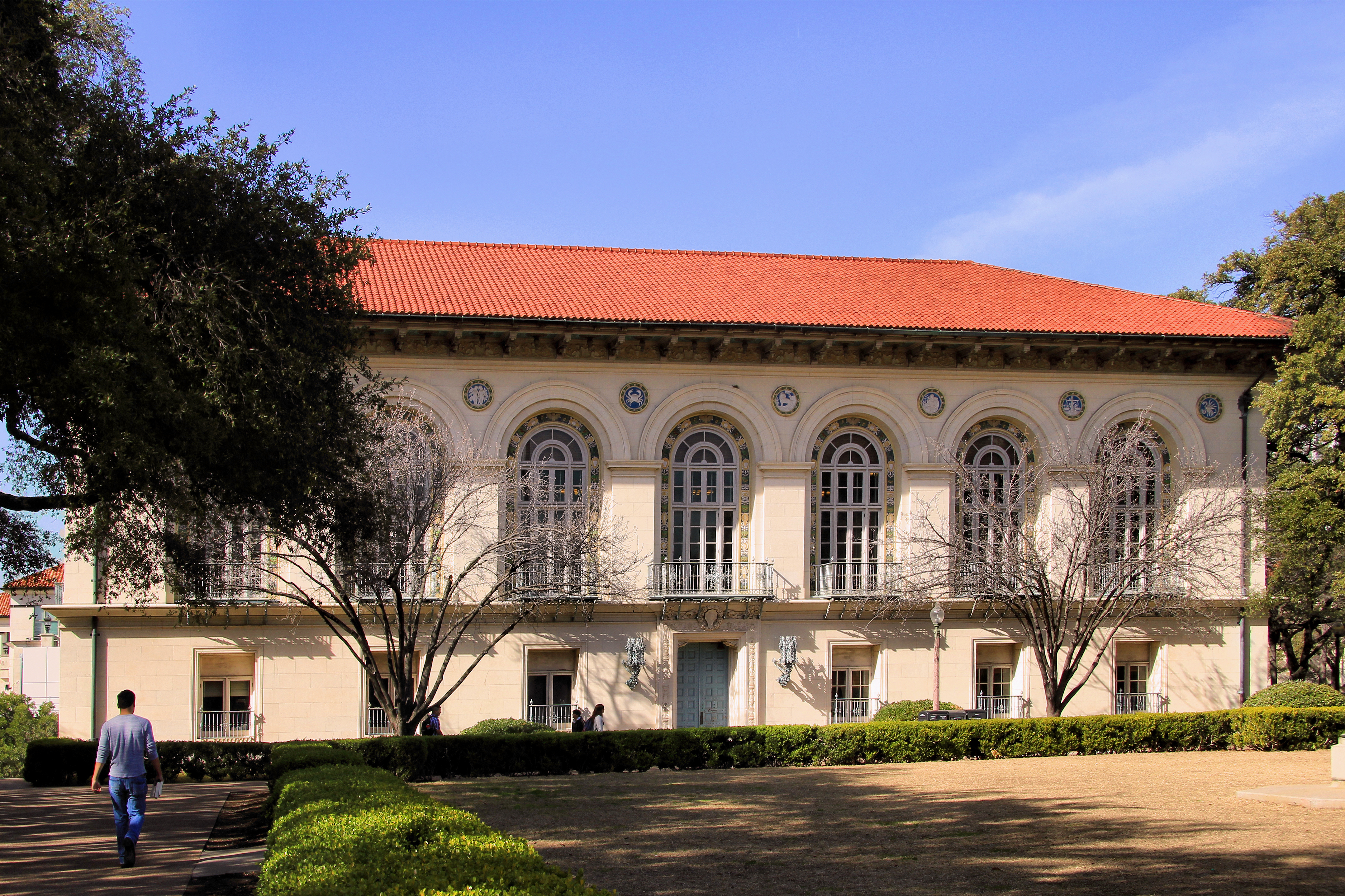
Battle Hall, también conocido como "The Old Library", se agregó al Registro Nacional de Lugares Históricos en 1970.

La Universidad de Texas en Austin ofrece más de 100 títulos universitarios y 170 de posgrado. En el año académico 2009-2010, la universidad otorgó un total de 13.215 títulos: 67,7% títulos de licenciatura, 22,0% títulos de maestría, 6,4% títulos de doctorado y 3,9% títulos profesionales. UT Austin está formada por 16 facultades y unidades académicas, listados con su fecha de fundación:
- School of Architecture (1951)
- McCombs School of Business (1922)
- College of Communication (1965)
- College of Education (1905)
- College of Engineering (1894)
- College of Fine Arts (1938)
- Graduate Studies (1910)
- School of Information (1948)
- Jackson School of Geosciences (2005)
- School of Law (1883)
- LBJ School of Public Affairs (1970)
- College of Liberal Arts (1883)
- College of Natural Sciences (1883)
- School of Nursing (1976)
- College of Pharmacy (1893 en Galveston, se trasladó a Austin en 1927)
- School of Social Work (1950)

### Rankings
La Universidad de Texas en Austin (UT Austin) ocupó el puesto 38 entre todas las universidades de los Estados Unidos y el décimo lugar entre las universidades públicas según las clasificaciones de 2022 de U.S. News & World Report. A nivel internacional, UT Austin ocupó el puesto 34 en el ranking de "Mejores universidades globales" de 2020 de U.S. News & World Report, el puesto 45 en el mundo por el Ranking Académico de las Universidades del Mundo (ARWU) en 2019, el puesto 39 en todo el mundo por la Clasificación académica de universidades del THE (2019 ), y 65 a nivel mundial según la Clasificación mundial de universidades QS (2020). UT Austin también ocupó el puesto 31 en el mundo por el Center for World University Rankings (CWUR).
Otras valoraciones incluyen:
- Mejor facultad de derecho del país para hispanos (septiembre de 2004, edición de la revista Hispanic Business).
- Elegida 8.ª mejor universidad pública de los EE. UU., y 27.ª en el global de todas las universidades por la revista Newsweek en agosto de 2006.
- Nombrada cuarta mejor de entre 200 universidades alrededor del mundo, por un estudio del Centro de Investigación para la Innovación y el Desarrollo (Universidad de Zhejiang en Hangzhou, China).
- Valorada como la séptima del mundo por la cantidad de investigación por miembros de la facultad, de acuerdo con The Times of London, en su edición del 4 de noviembre de 2004.
- McCombs School of Business es la 18.ª según la lista de las mejores facultades de negocios realizada por el The Wall Street Journal.
- En la última encuesta del National Research Council, siete programas de doctorado se encontraban en el top 10 del país, y 22 departamentos estaban entre los 25 mejores departamentos de Estados Unidos. Entre las universidades de Texas, la UT en Austin aparecía la número 1 en 30 de los 37 campos que se evaluaban.
- En el top 20 de las “mejores compras” de universidades americanas, según la Guía de Universidades Fiske 2007.
- Aparece la 24.ª en 2007 en la lista de la revista Kiplinger's Personal Finance con los "100 Mejores Valores en Universidades Públicas".
- La biblioteca está considerada la sexta mejor, con un total de más de 7.5 millones de libros en su catálogo.

### Personal e investigación
En 2004, la universidad contaba con 2.271 miembros docentes, entre ellos se encuentran ganadores del Premio Nobel, del Premio Pulitzer, la Medalla Nacional de Ciencias, la Medalla Nacional de Tecnología y otros muchos premios. Desde 1984, más de cuarenta puestos para proyectos de más de un millón de dólares se han creado en la Universidad de Texas para contratar a distinguidos facultativos y facilitar la investigación en ciencias e ingeniería.
La universidad tiene un presupuesto anual para investigación superior a los 380 millones de dólares, y ha conseguido más de 400 patentes desde su fundación. En 2005, la UT se aseguró 417 millones de dólares en premios y becas, un nuevo récord. Además, llegó a acuerdos de colaboración con importantes entidades como la University of Texas Medical Branch en Galveston, la University of Texas Health Science Center, el Centro Espacial Johnson de la NASA, el Pacific Northwest National Laboratory, y el Centro Internacional de Nanotecnología y Materiales Avanzados (ICNAM).
Además de investigar en los campos tradicionales, los científicos están avanzando en muchas nuevas áreas de diferentes disciplinas, incluyendo nanotecnología e ingeniería de materiales para la próxima generación de semiconductores. Sin olvidar la gran capacidad de computación de la UT con el Texas Advanced Computing Center (TACC), que da soporte a más de 600 proyectos en ciencias naturales, ingeniería y negocios.

### Financiación
La UT recibe sus ingresos de una dotación conocida como Fondo Permanente de la Universidad (Permanent University Fund, PUF), que con cerca de 11.6 mil millones de dólares (el 4.º más grande de los Estados Unidos), el 30 % son dedicados a la universidad. Este dinero procede de las tierras apropiadas entre 1839 y 1876, así como del petróleo. Hubo un tiempo en el que la Universidad de Texas y la Universidad de Texas A&M recibían ingresos de este fondo, ahora sólo supone un 10% del presupuesto anual de las universidades. Los fondos privados contribuyen en más de 2 mil millones de dólares al valor total de los fondos de la UT.

## Vida estudiantil

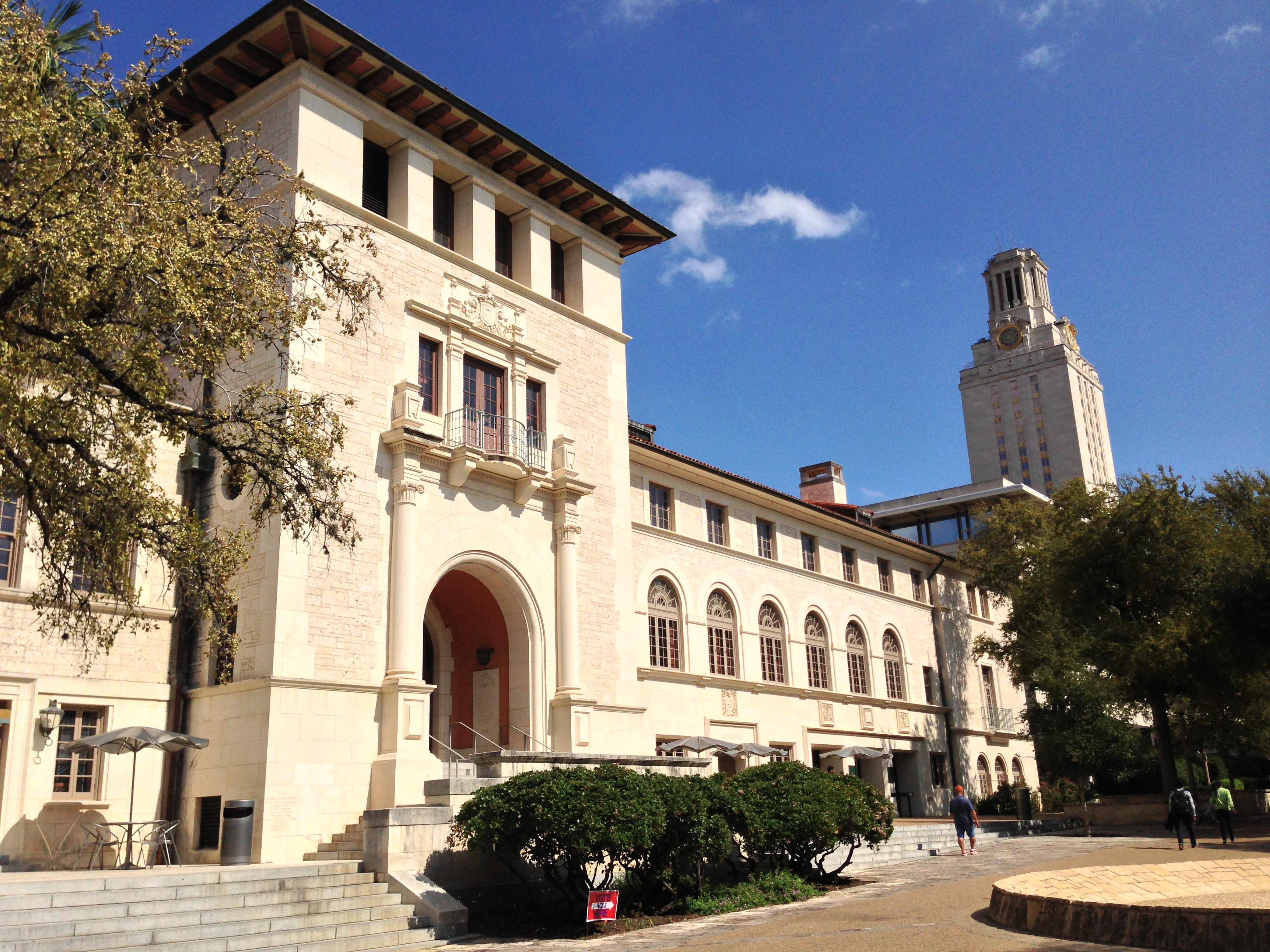
Edificio de la Unión Estudiantil

La universidad cuenta con 37.377 estudiantes de licenciatura, 11.533 de posgrado y 1.467 de derecho, procedentes de las 256 comunidades de Texas. Además, hay representación de estudiantes de todos los 50 estados así como de más de 100 países extranjeros, principalmente, la República de Corea, seguidos por India, China, México y Taiwán.

### Alojamiento
El campus cuenta con catorce residencias, la última abrió sus puertas en el semestre de primavera de 2007. Las residencias del campus tienen capacidad para 7100 estudiantes. El Jester Center es la más grande de todas con una capacidad de cerca de 3.000 personas. Como el registro de estudiantes es mucho mayor que la capacidad de las residencias del campus, la mayoría de los estudiantes deben vivir en residencias privadas, cooperativas, apartamentos o con organizaciones y otras residencias externas al campus.

### Organizaciones de estudiantes
La Universidad de Texas tiene registradas más de 1000 organizaciones estudiantiles. Además, da cobertura a tres organizaciones oficiales de gobierno de estudiantes que representan los intereses de los estudiantes en la facultad, administración y la Legislatura de Texas.
La Oficina del Decano administra más de 50 hermandades, alrededor del 9% de los chicos y el 12% de las chicas eligen pertenecer a una de estas organizaciones. Aparte, hay otras organizaciones que, sin ser hermandad, se nombran con letras griegas.

### Espíritu universitario
- Colores de la universidad: Los colores oficiales de la universidad son el naranja y el blanco, siendo el naranja tostado (burnt orange, también conocido como Texan orange) la gama específica de naranja usada.
- Grito de guerra y "Hook'em Horns!". En los partidos de fútbol americano, los estudiantes normalmente cantan "Texas Fight", la canción de "guerra" de la universidad, mientras hacen el gesto de "Hook'em Horns!" con la mano.
- Mascota: la mascota universitaria es un buey cuernilargo (longhorn) llamado Bevo.
- Canción: la canción universitaria es "The Eyes of Texas".

## Medios de comunicación
- The Daily Texan, el periódico universitario que más premios ha ganado en los Estados Unidos.
- The Texas Travesty, la publicación universitaria de humor con más circulación en los Estados Unidos.
- KVR-TV, la única estación de televisión del país dirigida por estudiantes con licencia de la FCC.
- The Cactus Yearbook, al anuario escolar.
- KVRX-FM, una de las pocas estaciones de radio de los Estados Unidos que es llevada exclusivamente por estudiantes.

## Deportes
La Universidad de Texas ofrece una amplia variedad de programas deportivos. Debido a esta amplitud y a la calidad de dichos programas, la UT fue elegida como la "Mejor Universidad Deportiva de América" en 2002 en un estudio llevado a cabo por Sports Illustrated.

### Deportes de equipo

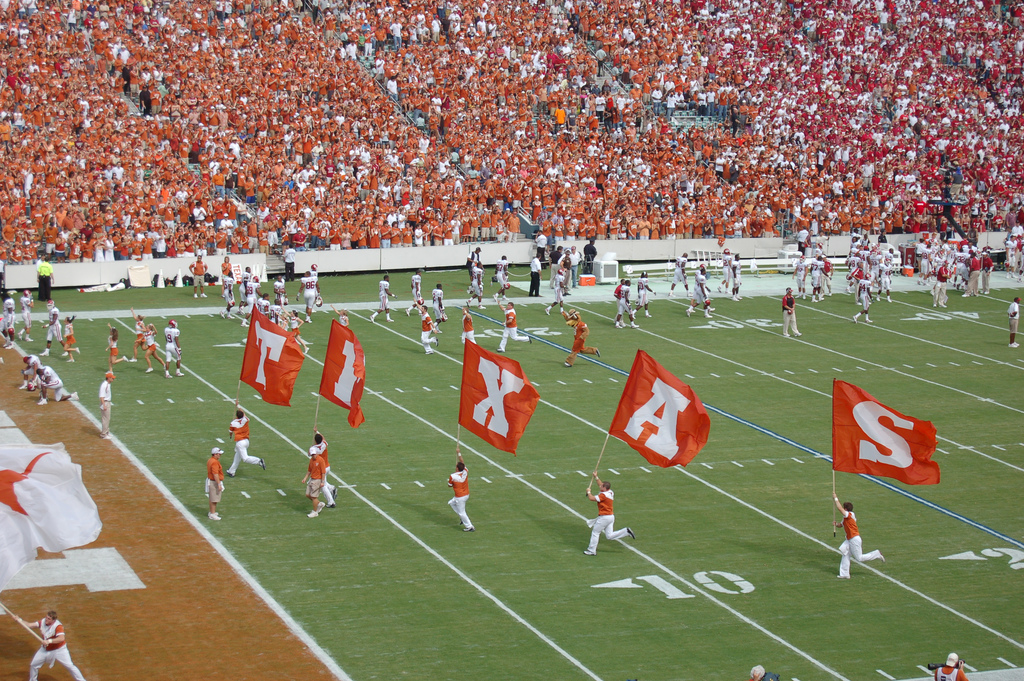
Texas Longhorns jugando contra Oklahoma en la rivalidad de Red River de 2007

Los equipos deportivos de la universidad son conocidos como los Longhorns. Miembro de la Southwest Conference hasta su disolución en 1996, ahora compite en el Big 12 Conference (División Sur) de la División I-A de la NCAA. La UT ha ganado 47 títulos de campeón nacional, 39 de ellos han sido campeonatos nacionales NCAA.
Tradicionalmente, la Universidad de Texas se ha considerado una potencia en el fútbol universitario. El equipo experimentó su mayor éxito bajo las órdenes del entrenador Darrell Royal, ganando tres títulos nacionales en 1963, 1969 y 1970, y ganando su cuarto título bajo el mando de Mack Brown en 2005 después de ganar por 41-38 a Southern California en la Rose Bowl de 2006.
Actualmente, el equipo masculino de baloncesto ha ganado protagonismo, avanzando hasta el campeonato de la NCAA Sweet Sixteen en 2002, la Final Four en 2003, los Sweet Sixteen en 2004 y el Elite Eight en 2006.
El equipo de béisbol de la universidad está considerado como uno de los mejores de la nación, con más participaciones en el College World Series que ninguna otra universidad, ganando en 1949, 1950, 1970, 1983, 2002 y 2005.
Adicionalmente, pero no tan conocido, los equipos de natación de la universidad tanto masculino como femenino también son importantes. En particular, el equipo masculino está bajo el liderazgo de Eddie Reese, que sirvió como entrenador principal en las Olimpiadas de Barcelona 92 y Atenas 2004.

### Rivalidades
El principal rival de la Universidad de Texas en Austin se considera que es la Universidad de Texas A&M. Las dos universidades reconocieron la importancia de su rivalidad al crear el State Farm Lone Star Showdown Series, que engloba todos los deportes de equipo que practican ambos centros. El partido de fútbol americano se solía jugar el día de Acción de Gracias, aunque ahora se celebra el día siguiente.
Muchos seguidores, sin embargo, defienden que el máximo rival en fútbol americano es la Universidad de Oklahoma. El partido entre Texas y Oklahoma se conoce como AT&T Red River Rivalry y se juega anualmente en Dallas, en el Cotton Bowl. En los últimos años, esta rivalidad ha sido especialmente mayor debido a que, en el momento del partido, al menos una de las dos universidades estaba considerada como una de las cinco mejores nacionales.
Otras universidades, como la de Arkansas o Texas Tech también consideran a la UT como su mayor rival.

### Instalaciones
Las principales instalaciones deportivas y el deporte que albergan son:
- Darrell K. Royal-Texas Memorial Stadium — Fútbol americano
- Frank Erwin Special Events Center — Baloncesto
- UFCU Disch-Falk Field — Béisbol
- Mike A. Myers Stadium — Fútbol
- Red and Charline McCombs Field — Softball
- Gregory Gymnasium — Voleibol
- Lee and Joe Jamail Texas Swimming Center — Natación
- Penick-Allison Tennis Center — Tenis
- Texas Rowing Center — Remo

Además, la universidad dispone de numerosas instalaciones dentro del campus para práctica y entrenamiento.

## La UT en la cultura popular
En el episodio 30.10 del Saturday Night Live, Jenna Bush (interpretadada por Amy Poehler) imita a su hermana diciendo «Yo fui a la UT» y hace el signo de "Hook'em".
En la película Man of the House, Tommy Lee Jones interpreta a un Ranger de Texas que tiene que proteger a las animadoras de la UT después de que fueran testigos de un asesinato.
En el episodio 1.7 de Ugly Betty (la versión estadounidense de Betty, la fea), el personaje de Vanessa Williams, Wilhelmina Slater, tiene que impresionar a un comprador potencial llegado de Texas (interpretado por Brett Cullen) y decora su oficina al estilo texano. Él se fija en el longhorn de la pared y pregunta «¿Estudió en Austin?», Slater contesta que su ayudante fue a la UT. El ayudante Marc, que no fue a la UT, responde diciendo: «Claro que sí. Yo era muy del sur. ¡Vamos Longhorns! ¡Yay! Dios bendiga América»; y en lugar de hacer el gesto del “Hook'em”, Marc hace la señal de shaka.
En la película Road Trip, protagonizada por Breckin Meyer y Seann William Scott, los compañeros de universidad hacen un viaje desde Ithaca hasta la "Universidad de Austin". No existe ninguna universidad con ese nombre y la Universidad de Texas en Austin no aprobó que se rodase la película en el campus después de leer el guion. De todos modos hay escenas exteriores donde se muestra la torre de la UT, la señal de salida del campus y los alrededores del mismo fueron filmados.
En la película Behind Enemy Lines, el estudiante de la UT Owen Wilson interpreta el papel de un piloto de combate al que llaman "Longhorn".
Kevin Spacey interpreta el papel protagonista en La vida de David Gale, un profesor de la "Universidad de Austin" que aboga por la abolición de la pena de muerte y es acusado injustamente de la violación y asesinato de otra activista. La película se grabó sobre todo en el campus de la UT con estudiantes reales haciendo de extras.
En marzo de 2007, se grabaron algunas escenas en el campus de la UT de la película Fireflies in the Garden, protagonizada por Ryan Reynolds, Julia Roberts o Willem Dafoe entre otros. También se usaron estudiantes como extras.
El actor Matthew McConaughey es un exalumno de la Universidad de Texas y un gran fan del equipo de fútbol americano. Casi nunca se pierde un partido y puede ser visto hablando con los demás seguidores, siendo muy popular entre los estudiantes. Cuando McConaughey fue arrestado en 1999 en su casa de Austin después de que alguien llamara a la policía por hacer excesivo ruido, era la comidilla en el campus que había sido porque estaba celebrando con sus amigos, que los Longhorns (18.º en el ranking) habían ganado a Nebraska (3.º en el ranking). En la rueda de prensa posterior a su puesta en libertad, llevaba la gorra naranja de la universidad.
El florecimiento de la comunidad de cine independiente en Austin ha incrementado la reputación de su programa de Radio-Televisión-Cine (RTF) como facultad de cine. El departamento se ha aprovechado de este crecimiento y ha creado una productora privada, Burnt Orange Productions, buscando aprovechar el talento de los estudiantes de posgrado y de último año.
El vídeo musical de la canción "On the Way Down" de Ryan Cabrera se grabó parcialmente en la azotea del aparcamiento del Dobie Center. En el vídeo, el Dobie Center se ve claramente en una escena y la torre de la UT se puede ver varias veces en el fondo.
El programa de televisión Austin City Limits se graba en el edificio de la Escuela de Comunicaciones.